# Jorge Calderón
Jorge Luis Calderón Pérez (ur. 10 lutego 1994 w León, zm. 2 czerwca 2024) – meksykański piłkarz występujący na pozycji prawego skrzydłowego lub napastnika.

## Kariera klubowa
Calderón rozpoczynał karierę piłkarską jako piętnastolatek w czwartoligowej drużynie Atlético Bajío, skąd po dwóch sezonach przeniósł się do występującego w najwyższej klasie rozgrywkowej zespołu ze swojego rodzinnego miasta – Club León. Do seniorskiej drużyny został włączony przez urugwajskiego szkoleniowca Gustavo Matosasa i pierwszy mecz rozegrał w niej już we wrześniu 2012 w ramach krajowego pucharu (Copa MX), jednak w Liga MX zadebiutował dopiero 2 listopada 2013 w zremisowanym 1:1 spotkaniu z Tigres UANL. W tym samym, jesiennym sezonie Apertura 2013 wywalczył z Leónem tytuł mistrza Meksyku i sukces ten powtórzył również pół roku później, podczas wiosennych rozgrywek Clausura 2014, jednak pełnił rolę głębokiego rezerwowego ekipy.
| Sezon     | Klub           | Kraj   | Rozgrywki        | Mecze | Bramki |
| --------- | -------------- | ------ | ---------------- | ----- | ------ |
| 2009/2010 | Atlético Bajío | Meksyk | Tercera División | 27    | 6      |
| 2010/2011 | Atlético Bajío | Meksyk | Tercera División | 31    | 20     |
| 2012/2013 | Club León      | Meksyk | Liga MX          | 0     | 0      |
| 2013/2014 | Club León      | Meksyk | Liga MX          | 2     | 0      |
| 2014/2015 | Club León      | Meksyk | Liga MX          | 0     | 0      |
| 2015/2016 | Club León      | Meksyk | Liga MX          | 0     | 0      |
| 2016/2017 | Club León      | Meksyk | Liga MX          | 0     | 0      |
| 2017/2018 | Club León      | Meksyk | Liga MX          | 0     | 0      |